# 50.
◄ | 1. stoljeće pr. Kr. | 1. stoljeće | 2. stoljeće | ►
◄ | 20-ih | 30-ih | 40-ih | 50-ih | 60-ih | 70-ih | 80-ih | ►
◄◄ | ◄ | 47. | 48. | 49. | 50. | 51. | 52. | 53. | ► | ►►
Astronomija • Književnost • Kršćanstvo

## Događaji
- Sveti Pavao putuje u Filipe, Solun, Veriju i Atenu (drugo misionarsko putovanje).
- Kršćanstvo je uvedeno diljem Nubije od strane visokog dužnosnika kraljice Judite.
- Napisana je Poslanica Rimljanima (približan datum).
- Apostoli održavaju Jeruzalemski sabor (približan datum).

## Vanjske poveznice
|  | Zajednički poslužitelj ima još gradiva o temi 50. |